# Radawiec Duży (gromada)
Radawiec Duży – dawna gromada, czyli najmniejsza jednostka podziału terytorialnego Polskiej Rzeczypospolitej Ludowej w latach 1954–1972.
Gromady, z gromadzkimi radami narodowymi (GRN) jako organami władzy najniższego stopnia na wsi, funkcjonowały od reformy reorganizującej administrację wiejską przeprowadzonej jesienią 1954 do momentu ich zniesienia z dniem 1 stycznia 1973, tym samym wypierając organizację gminną w latach 1954–1972.
Gromadę Radawiec Duży z siedzibą GRN w Radawcu Dużym utworzono – jako jedną z 8759 gromad na obszarze Polski – w powiecie lubelskim w woj. lubelskim na mocy uchwały nr 12 WRN w Lublinie z dnia 5 października 1954. W skład jednostki weszły obszary dotychczasowych gromad Radawiec Duży, Pawlin i Radawiec Mały (oprócz części południowej, obejmującej obszar położony na południe od przecięcia się granic gromad Radawiec Mały i Babin) ze zniesionej gminy Konopnica w tymże powiecie. Dla gromady ustalono 16 członków gromadzkiej rady narodowej.
1 stycznia 1956 gromada weszła w skład nowo utworzonego powiatu bełżyckiego w tymże województwie.
1 stycznia 1969 gromadę włączono z powrotem do powiatu lubelskiego w tymże województwie, gdzie równocześnie została zniesiona i włączona do gromady Konopnica.